# Steinebrunn (Gemeinde Drasenhofen)
Steinebrunn (früher auch Steinabrunn) ist ein Ort auf dem Gebiet der gleichnamigen Katastralgemeinde in der Gemeinde Drasenhofen im Bezirk Mistelbach in Niederösterreich.

## Geografie
Das Straßendorf liegt im nordöstlichen Weinviertel am Mühlbach an der Staatsgrenze zu Tschechien.

## Geschichte
Es gibt Spuren aus dem Neolithikum, aus der frühen Bronzezeit und aus der urnenfelderzeitlichen Besiedlung. Urkundlich wurde der Ort 1258 genannt. 1458 wurde die Burg von Georg von Podiebrad zerstört.
Spätestens ab 1364 übten die Fünfkirchen die Herrschaft über Steinebrunn aus.
Das Kataster von Steinebrunn reichte ursprünglich bis an den Niklasgraben und die dortigen Teiche. 1826 wurde in einem Vertrag zwischen den Herrschaften Nikolsburg und Steinabrunn der gesamte Porzteich einschließlich der Porz-Insel der mährischen Herrschaft Nikolsburg zugeordnet. Durch den Vertrag von Saint-Germain wurden die nordöstlichen Fluren am Nimmersatt-Teich (Nesyt) mit dem Haidhof (Ovčárna) im Jahre 1920 der neu gegründeten Tschechoslowakei zugeschlagen und der Gemeinde Voitelsbrunn/Sedlec zugeordnet. Laut Adressbuch von Österreich waren im Jahr 1938 in der Ortsgemeinde Steinebrunn ein Gastwirt mit Fleischerei, drei Gemischtwarenhändler, zwei Mühlen, ein Schmied, zwei Schneider, ein Schuster, ein Zimmermeister und einige Landwirte ansässig. Weiters gab es beim Ort ein Kalkwerk.

### Der Brüderhof von Steinebrunn
Hans III. Fünfkirchen war eifriger Unterstützer der Reformation und begünstigte die auf Jakob Hutter zurückgehende Täuferbewegung. Balthasar Hubmaier hatte schon 1526 im nahe gelegenen mährischen Nikolsburg eine täuferische Gemeinschaft gegründet, 1536 gründeten sie unter dem Schutz der Fünfkirchner einen Brüderhof in Steinebrunn mit ungefähr 150 Bewohnern. Am 6. Dezember 1539 trafen sich hier Vertreter von Täufergemeinden in der Schweiz, Oberösterreich und Mähren, um über eine Vereinigung zu beraten. Doch in derselben Nacht überfielen Truppen Ferdinands I. den Steinebrunner Hof und brachten alle Bewohner, Männer, Frauen und Kinder, auf die Burg Falkenstein. Die Männer wurden nach Triest geführt, um dort als Galeerensträflinge an die Republik Venedig verkauft zu werden, doch gelang ihnen vom Gefängnis in Triest die Flucht, im Zuge derer sie sich über die Stadtmauer mit Stricken abseilten. Bis sie wieder daheim in Steinebrunn ankamen, vergingen etwa 40 Jahre. Diese Ereignisse sind außergewöhnlich gut dokumentiert und haben sich als Falkensteiner Lieder erhalten.

## Bebauung
Der Straßenzug ist in Nord-Süd-Richtung orientiert. Die Filialkirche steht im Süden. Die Verbauung zeigt sich traufständig geschlossen mit Gassenfrontenhäusern mit schlichten Fassaden. Östlich besteht ein weiterer paralleler Straßenzug mit offener Verbauung und einem Wirtschaftsviertel, Sitz der Fuhrmann Fahrzeuge Ges.m.b.H.

### Die ehemalige Teichkette
Im Süden werden die beiden Straßenzüge durch eine 100 Meter lange Lindenallee auf einem künstlich aufgeschütteten Erddamm verbunden. Dieser Damm ist einer der letzten Reste einer Teichkette aus der Zeit um 1400. Von der Quelle des Mühlbachs bei Falkenstein wurden bis zur heutigen Grenze nach Mähren insgesamt 11 Fischteiche angelegt, einige davon durch große Dammbauten. Am besten erhalten ist der sich im Ortsgebiet befindende Dammweg, dieser staute den sechsten Teich auf. Die Josephinische Landesaufnahme zeigt diesen Teich noch bespannt. Ein heftiges Unwetter am 28. September 1814 brachte den Damm des ersten Teichs zum Bersten, die Wassermassen zerstörten die bachabwärts liegenden Teiche ebenso. Die einstigen Teiche wurden in Ackerflächen umgewandelt. Die Teichkette setzte sich auf heute in Mähren liegendem Gebiet fort, dort existieren bis heute sechs weitere Teiche, die nun Teil des UNESCO-Weltkulturerbes Kulturlandschaft Lednice-Valtice sind.

## Kultur und Sehenswürdigkeiten
- Schloss Fünfkirchen
- Katholische Filialkirche Steinebrunn hl. Anna
- Marienkapelle vor dem Haus Nr. 118
- Brunnen mit Relief von Franz Xaver Ölzant[7]

## Persönlichkeiten
- Otto Franz Fünfkirchen (1800–1872), Gutsbesitzer, Verwaltungsjurist und Politiker
- Josef Dengler (1894–1976), Gewerkschafter und Politiker